# استیون انزونزی
استیون ان‌کمبوانزا مایک کریستوفر اِنزونْزی (فرانسوی: Steven N'Kemboanza Mike Nzonzi‎؛ زادهٔ ۱۵ دسامبر ۱۹۸۸) بازیکن فوتبال اهل فرانسه است که در پست هافبک دفاعی  بازی می‌کند. وی موفق شد با تیم ملی فوتبال فرانسه فاتح جام جهانی ۲۰۱۸ شود.
انزونزی کار خود را با باشگاه آمیان در لیگ ۲ آغاز کرد و در سال ۲۰۰۹ با مبلغ ۶۵۰٬۰۰۰ پوند به تیم لیگ برتری بلکبرن روورز منتقل شد. او سه سال را در ایوود پارک گذراند که با سقوط بلکبرن روورز در پایان فصل ۱۲–۲۰۱۱ به پایان رسید. او با این حال در لیگ برتر ماند و با ۳ میلیون پوند به استوک سیتی پیوست. در استوک سیتی، ان‌زونزی خود را به عنوان یکی از اعضای کلیدی تیم زیر نظر تونی پولیس و سپس تحت هدایت مارک هیوز معرفی کرد، جایی که عملکرد او در فصل ۱۵–۲۰۱۴ جایزه بهترین بازیکن سال باشگاه را برای او به ارمغان آورد. او در ژوئیهٔ ۲۰۱۵ با مبلغ ۷ میلیون پوند به سویا اسپانیا پیوست و در اولین فصل خود قهرمان لیگ اروپا شد. ان‌زونزی در سال ۲۰۱۸ به باشگاه ایتالیایی آ.اس. رم پیوست، جایی که یک فصل در آن بازی کرد تا اینکه دو فصل بعد به گالاتاسرای و رن قرض داده شد. او در سال ۲۰۲۱ با باشگاه الریان قطر قرارداد امضا کرد.
انزونزی نمایندهٔ فرانسه در سطح زیر ۲۱ سال بود. او پیشنهاد جمهوری دموکراتیک کنگو برای بازی در سطح ملی را رد کرد و در تلاش خود برای واجد شرایط شدن برای بازی برای انگلستان ناموفق بود. در نوامبر ۲۰۱۷، او اولین بازی خود را برای تیم بزرگسالان فرانسه انجام داد و او بخشی از تیم آنها بود که قهرمان جام جهانی ۲۰۱۸ شدند.

## عملکرد باشگاهی

### سال‌های آغازین
انزونزی که در لگرن کولمب فرانسه از پدری کنگویی و مادری فرانسوی به دنیا آمد، کار خود را با بازی در باشگاه شهر خود راسینگ آغاز کرد. در سال ۱۹۹۹، او به آکادمی جوانان فوتبال پاری سن-ژرمن پیوست. ان‌زونزی در زمان حضور در پاری سن-ژرمن، به دلیل قد بلندش، ابتدا به عنوان مهاجم و سپس هافبک تهاجمی بازی می‌کرد. پس از سه سال حضور در این باشگاه، به منطقه باس-نرمندی رفت و به لیزیو پیوست. او بعداً یک سال در کان و بووا آویز حضور داشت و سرانجام در سال ۲۰۰۵ به آمیان منتقل شد.

### آمیان
انزونزی پس از حضور در لیگ ملی ۳ برای دو سال اول حضورش در این باشگاه، اولین بازی حرفه‌ای خود را در ۲۴ نوامبر ۲۰۰۷ در جام حذفی فرانسه در برابر باشگاه آماتور رایزمز انجام داد که در دقیقه ۷۴ به عنوان بازیکن تعویضی به زمین آمد که آمیان با نتیجه ۷–۰ برنده مسابقه شد. او اولین بازی خود را در لیگ ۱ در ۱۵ آوریل ۲۰۰۸ انجام داد که در ۹۰ دقیقه حضور او، آمیان بازی را ۰–۱ مقابل باستیا باخت. پس از این فصل، او اولین قرارداد حرفه‌ای خود را امضا کرد و به صورت رسمی به تیم بزرگسالان پیوست.
انزونزی در فصل ۰۹–۲۰۰۸ در پست هافبک دفاعی ابتدایی بازی می‌کرد و در مجموع در ۳۶ بازی حضور داشت. او همچنین اولین گل حرفه‌ای خود را در شکست ۱–۲ مقابل استراسبورگ در ۸ مه ۲۰۰۹ به ثمر رساند. شکست برابر استراسبورگ منجر به شکست آمیان در چهار بازی آخر خود شد که منجر به سقوط این باشگاه به لیگ ملی فرانسه شد. علیرغم سقوط، ان‌زونزی به خاطر بازی خود مورد تشویق قرار گرفت و او با انتقال به لیگ برتر انگلستان مرتبط شد. بلکبرن روورز و پورتسموث علاقه جدی به این جوان فرانسوی نشان دادند که بسیاری از او به عنوان پاتریک ویرا بعدی یاد می‌کردند.

### بلکبرن روورز
در ۲۸ ژوئن ۲۰۰۹، گزارش شد که بلکبرن روورز با آمیان برای امضای قرارداد با ان‌زونزی به توافق رسیده است. این حرکت در ۳۰ ژوئن تکمیل شد و با مبلغ ۶۵۰٬۰۰۰ پوند با قراردادی چهار ساله امضا شد.

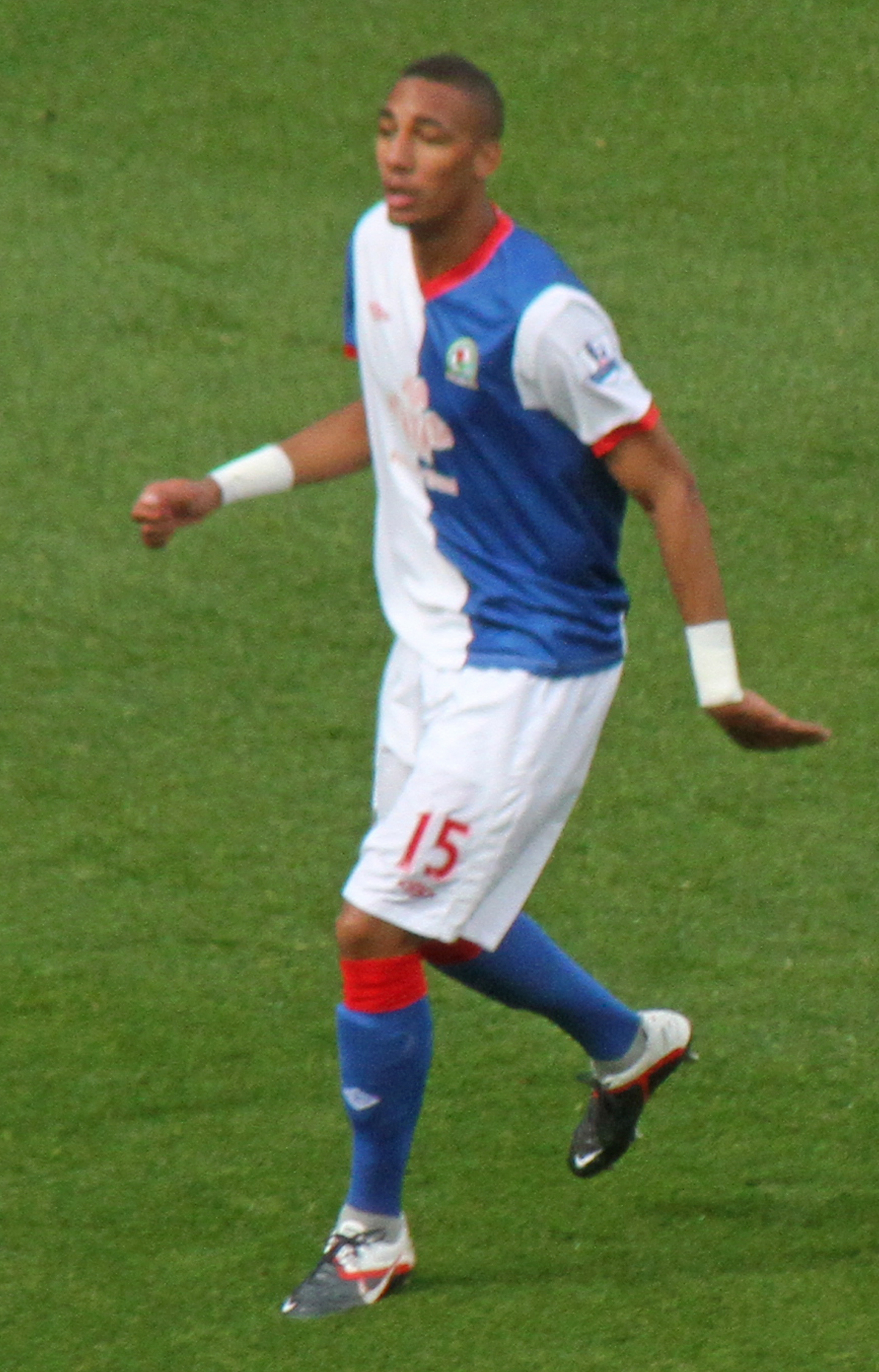
انزونزی در حال بازی برای بلکبرن روورز در سال 2011

در ۱۵ اوت ۲۰۰۹، انزونزی اولین بازی خود را برای بلکبرن روورز انجام داد، جایی که در اولین بازی ۰–۲ مقابل منچستر سیتی باختند ولی بازی او مورد تحسین سرمربی، سم آلاردایس قرار گرفت. او اولین گل خود را برای بلکبرن روورز در ۴ اکتبر ۲۰۰۹ مقابل آرسنال در شکست ۲–۶ به ثمر رساند. ان‌زونزی پس از به ثمر رساندن اولین گل خود اعتراف کرد که از سرعت تثبیت خود در تیم شگفت زده شده بود اما مصمم بود جایگاه خود را در ترکیب اصلی حفظ کند. دومین گل او برای باشگاه، ضربه ۳۰ متری مقابل اورتون در ۱۷ آوریل ۲۰۱۰ در شکست ۲–۳ در ایوود پارک بود. در ۳ مه ۲۰۱۰، در طول بازی قبل از بازی آرسنال، او به عنوان بهترین بازیکن بلکبرن روورز برای فصل ۰۹–۲۰۰۸، توسط هواداران انتخاب شد.
در اوت ۲۰۱۰، انزونزی قرارداد ۵ ساله جدیدی را با بلکبرن روورز امضا کرد که تا تابستان ۲۰۱۵ ادامه داشت. جان ویلیامز، رئیس باشگاه گفت: «ما خوشحال هستیم که استیون را برای دراز مدت تضمین می‌کنیم. او سال گذشته فوق‌العاده بود و قرارداد جدید بسیار شایسته است.» در ۲۱ اوت ۲۰۱۱، ان‌زونزی سومین گل خود را برای بلکبرن با ضربه سر مقابل بیرمنگام سیتی در شکست ۱–۲ در سنت اندروز به ثمر رساند. در دومین فصل دوم حضور ان‌زونزی در باشگاه، آلاردایس اخراج شد و استیو کین جایگزین او شد. در ۲ آوریل ۲۰۱۱، ان‌زونزی اولین کارت قرمز خود را در تساوی ۰–۰ مقابل آرسنال به دلیل خطای سنگین روی لورن کوشیلنی دریافت کرد. ان‌زونزی برای ۴ بازی محروم شد و در ۳۰ آوریل ۲۰۱۱، ان‌زونزی در پیروزی ۱–۰ مقابل بولتون واندررز به باشگاه برگشت.
در ۲۶ نوامبر ۲۰۱۱ در برابر استوک سیتی، انزونزی به دلیل ضربه زدن عمدی با آرنج به صورت رایان شاوکراس با یک اتهام رفتار خشونت‌آمیز مورد ضرب و شتم قرار گرفت. ان‌زونزی پس از اعتراف به اتهام رفتار خشونت‌آمیز، توسط فدراسیون فوتبال سه جلسه محروم شد. در ۱۱ فوریهٔ ۲۰۱۲، ان‌زونزی اولین گل خود در این فصل را به ثمر رساند و یک گل را برای یاکوبو ایگبنی، بهترین گلزن باشگاه، در پیروزی ۲–۳ مقابل کویینز پارک رنجرز پاس داد. در ۲۴ مارس ۲۰۱۲، ان‌زونزی دومین گل خود را در این فصل در باخت ۱–۲ مقابل بولتون واندررز به ثمر رساند. در پایان فصل، بلکبرن برای اولین بار بعد از ۱۱ فصل سقوط کرد و ان‌زونزی به مالک باشگاه گفت که می‌خواهد آنها را ترک کند.

### استوک سیتی

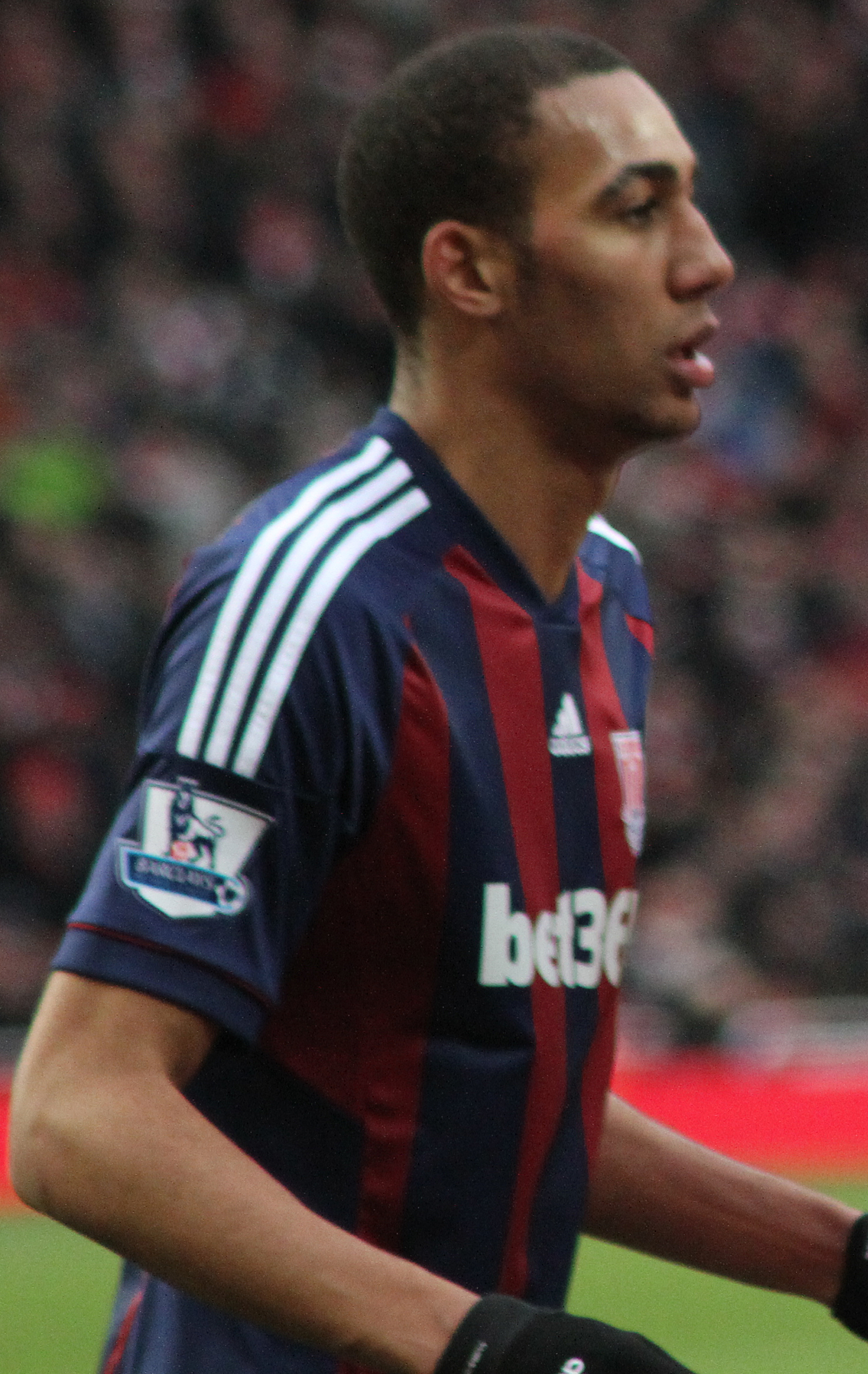
انزونزی با استوک سیتی در سال ۲۰۱۳

در ۳۱ اوت ۲۰۱۲، انزونزی با مبلغ ۳ میلیون پوند به استوک سیتی پیوست. او اولین بازی خود را برای استوک در تساوی ۱–۱ خارج از خانه مقابل منچستر سیتی در ۱۵ سپتامبر ۲۰۱۲ انجام داد و عملکرد او باعث شد تا او جایزه بهترین بازیکن بازی را به دست آورد. تونی پولیس، سرمربی استوک سیتی، تحت تأثیر ان‌زونزی قرار گرفت و معتقد است که او روزی در لیگ قهرمانان اروپا بازی خواهد کرد. در ۲۹ دسامبر ۲۰۱۲، ان‌زونزی در تساوی ۳–۳ مقابل ساوت‌همپتون برای یک خطا «اِستپ-آپ» در مقابل جک کورک اخراج شد. با این حال هیچ برخوردی با کورک برقرار نشد و پولیس تصمیم گرفت به تصمیم مارک کلاتنبرگ اعتراض کند. کارت قرمز او بعداً توسط اتحادیه فوتبال انگلستان لغو شد. ان‌زونزی پس از واکنش خشمگینانه به شکستگی بینی در برابر فولام، توسط دستیار مربی، دیوید کمپ، به او گفته شد که خلق و خوی خود را کنترل کند. او اولین گل خود را برای استوک سیتی در شکست ۱–۲ مقابل تاتنهام در ۱۲ مه ۲۰۱۳ به ثمر رساند. او فصل ۱۳–۲۰۱۲ را با انجام ۳۸ بازی برای این باشگاه به پایان رساند، اما پس از پایان فصل، او اعتراف کرد که از باشگاه ناراضی است و درخواست خروج خود را ارائه کرد. درخواست او از سوی باشگاه رد شد.

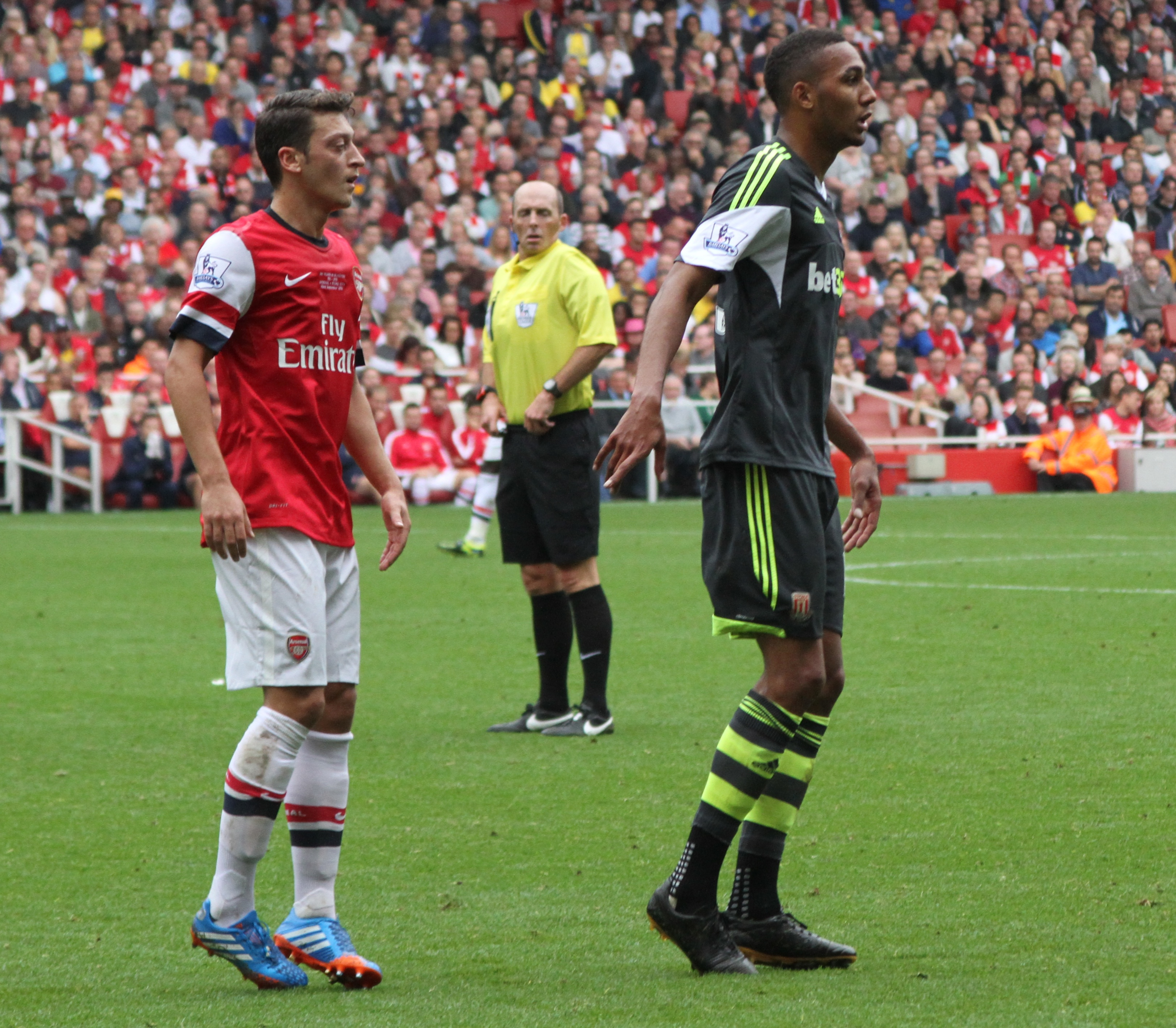
انزونزی در حال بازی برای استوک سیتی در مقابل آرسنال در سال ۲۰۱۳

زیر نظر سرمربی جدید مارک هیوز، انزونزی در فصل ۱۴–۲۰۱۳ در استوک سیتی ماند و در ۳۱ اوت ۲۰۱۳ بهترین عملکرد را در برابر وستهام یونایتد ارائه داد. با این حال، پس از این بازی، عملکرد خوب او متوقف شد و مارک باون، دستیار سرمربی، به انزونزی توصیه کرد که از «تقس بودن» خود دست بردارد. انزونزی در ۲۳ نوامبر ۲۰۱۳ در پیروزی ۲–۰ مقابل ساندرلند گلزنی کرد و یک پاس گل داد. او در بازی برگشت مقابل ساندرلند در ۲۹ ژانویهٔ ۲۰۱۴ از بازی اخراج شد. ان‌زونزی پس از گذراندن دوران محرومیت خود، مدت زیادی را روی نیمکت سپری کرد و باعث ناراحتی او شد. در ۲۳ مارس ۲۰۱۴ او به ترکیب اصلی بازگشت و در پیروزی ۴–۱ مقابل استون ویلا در گلزنی کرد. او در فصل ۱۴–۲۰۱۳، ۴۰ بار برای استوک سیتی بازی کرد که این تیم در رده نهم قرار گرفت و ان‌زونزی اظهار داشت که از بازی برای استوک سیتی تحت هدایت مارک هیوز خوشحال است. با این حال او درخواست جدایی برای فصل دوم را ارائه کرد. جدایی از استوک سیتی در پنجره نقل و انتقالات تابستانی محقق نشد، با این وجود که انزونزی اصرار داشت که از ادامه بازی برای استوک خوشحال است.
انزونزی در فصل ۱۵–۲۰۱۴ در همه بازی‌ها حاضر بود و ۴۲ بار بازی کرد و استوک سیتی برای دومین سال متوالی در رده نهم قرار گرفت. او همچنین بیشترین گل دوران حرفه‌ای خود را در لیگ انگلیس به ثمر رساند که سه گل در برابر منچستر یونایتد، ساوت‌همپتون، تاتنهام زد و در آخرین روز فصل در پیروزی ۶–۱ مقابل لیورپول چهارمین گل خود را به ثمر رساند. عملکرد نزونزی در طول مسابقه‌ها، جایزه بهترین بازیکن سال استوک سیتی را برای او به ارمغان آورد. در ژوئن ۲۰۱۵، با ورود ان‌زونزی به آخرین سال قراردادش، سرمربی استوک سیتی، مارک هیوز سعی کرد او را متقاعد کند که با امضای قرارداد جدید موافقت کند. با این حال تلاش‌های او ناموفق بود و باشگاه «با اکراه» پیشنهاد ۷ میلیون پوندی سویا را پذیرفت. ان‌زونزی سه فصل را در استوک سیتی گذراند و در مجموع ۱۲۰ بازی و ۷ گل به ثمر رساند.

### سویا

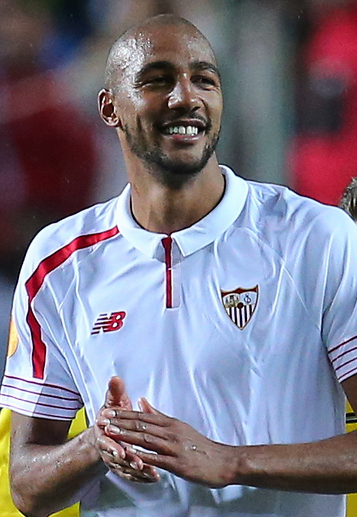
ان‌زونزی با سویا در سال ۲۰۱۶

در ۹ ژوئیهٔ ۲۰۱۵، انزونزی با مبلغی حدود ۷ میلیون پوند، با قراردادی ۴ ساله که شامل بند خرید ۳۰ میلیون یورویی (۲۱٫۵ میلیون پوندی) بود، با سویا قرارداد امضا کرد. در ۲۲ اوت، او در اولین بازی خود در تساوی بدون گل در برابر مالاگا بازی کرد که در این بازی اخراج شد.
انزونزی در ابتدا با گرمای شدید اندلس و سبک بازی مبتنی بر حفظ توپ و توانایی فنی دست و پنجه نرم می‌کرد، اما در نیم فصل دوم وارد دوره‌ای از فرم خوب شد و در نهایت سویا در فینال لیگ اروپا مقابل لیورپول در بازل قهرمان شد.
در ۲۳ اکتبر ۲۰۱۶، گل پیروزی او در پیروزی خانگی مقابل اتلتیکو مادرید، تیمش را برای مدت کوتاهی در صدر لیگ قرار داد. او به عنوان بهترین بازیکن ماه لا لیگا در ژانویهٔ ۲۰۱۷ انتخاب شد و وب‌سایت لیگ نوشت: «ان‌زونزی اغلب در انبوهی از اقدامات، استعداد خود را برای بازپس‌گیری مالکیت و توزیع بازی به نمایش گذاشت، ویژگی‌هایی که باعث شده است او خود را به عنوان یکی از اولین نام‌ها در برگه تیم سامپائولی تثبیت کند.»

### آ.اس. رم

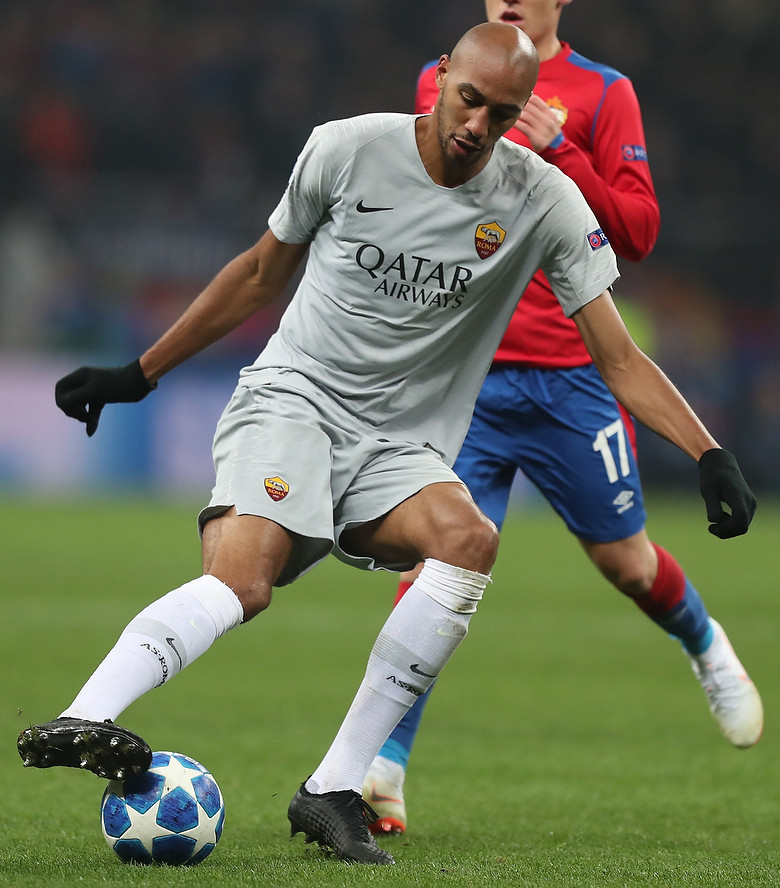
ان‌زونزی در حال بازی برای رم در سال ۲۰۱۸

در ۱۴ اوت ۲۰۱۸، انزونزی با مبلغ اولیه ۲۶٫۶۵ میلیون یورو، به اضافه بندهای مربوط به عملکرد که می‌تواند ۴ میلیون یورو اضافی، ارزش داشته باشد، با باشگاه سری آ رم قرارداد امضا کرد. او قراردادی چهار ساله امضا کرد. او اولین بازی خود را ۱۳ روز بعد از عقد قرارداد، در تساوی ۳–۳ خانگی با آتالانتا به عنوان یک تعویض نیمه وقت بجای برایان کریستانته به زمین آمد و انجام داد. تجزیه و تحلیل ESPN او را به عنوان بهترین بازیکن مسابقه معرفی کرد. در ۶ اکتبر، او اولین گل خود را با ضربه سر در پیروزی ۲–۰ در برابر امپولی به ثمر رساند.

#### گالاتاسارای (قرضی)
در ۱۶ اوت ۲۰۱۹، ان‌زونزی برای فصل ۲۰–۲۰۱۹ به تیم ترکیه‌ای گالاتاسارای قرض داده شد.

#### رن (قرضی)
در ۳۱ ژانویهٔ ۲۰۲۰، ان‌زونزی با قراردادی قرضی به رن پیوست.

### الریان
در ۲۹ سپتامبر ۲۰۲۱، باشگاه الریان قطر امضای قراردادی به مدت ۲ سال را با ان‌زونزی را تأیید کرد.

### قونیه‌اسپور
انزونزی در ۲۵ اوت ۲۰۲۳ با باشگاه سوپر لیگ قونیه‌اسپور قراردادی ۱ ساله امضا کرد.

### سپاهان
در ۲۹ مرداد ۱۴۰۳؛ با اعلام رسمی باشگاه سپاهان، ان‌زونزی با عقد قراردادی ۱ ساله به این باشگاه پیوست.

## عملکرد ملی
انزونزی اولین دعوت خود را به تیم زیر ۲۱ سال فرانسه توسط مربی اریک مومبرتس در ۱ اکتبر ۲۰۰۹ برای مسابقات مقدماتی قهرمانی زیر ۲۱ سال اروپا مقابل مالت و بلژیک به دست آورد. او اولین بازی خود را هشت روز بعد انجام داد و در دقیقهٔ ۵۸ به عنوان بازیکن تعویضی جانشین یونس سنخاره در پیروزی ۲–۰ شد. او اولین بازی کامل ملی زیر ۲۱ سال خود را در بازی مقابل بلژیک به دست آورد که ۰–۰ به پایان رسید.
در ژانویهٔ ۲۰۱۱، او به دلیل ملیتش به تیم ملی جمهوری دموکراتیک کنگو دعوت شد، اما به دلیل مشکلات ساختاری در سطح اداری، تمایلی به حضور در این تیم نداشت. او باری دیگر نوامبر ۲۰۱۲ درخواست جمهوری دموکراتیک کنگو را رد کرد.
در اوت ۲۰۱۶، پدر انزونزی با سم الردایس سرمربی جدید انگلستان – که در سال ۲۰۰۹ با ان‌زونزی در بلکبرن روورز قرارداد بسته بود – تماس گرفت تا از او بپرسد که آیا او واجد شرایط نمایندگی انگلستان است یا خیر. اگرچه او بیش از پنج سال اقامت لازم را در بریتانیا به پایان رسانده بود، اما ان‌زونزی واجد شرایط تغییر وفاداری نبود زیرا در اولین بازی خود برای زیر ۲۱ سال فرانسه بازی کرده بود و واجد شرایط انگلستان نبود.
در ۲ نوامبر ۲۰۱۷، انزونزی برای اولین بار برای بازی‌های دوستانه مقابل آلمان و ولز به تیم ملی بزرگسالان فرانسه دعوت شد. او اولین بازی خود را در برابر ولزی‌ها در پیروزی ۲–۰ در ورزشگاه استاد دو فرانس در ۱۰ نوامبر و به عنوان جانشین نیمه دوم بجای کورنتا تولیسو انجام داد.
انزونزی بخشی از تیم فرانسه بود که قهرمان جام جهانی ۲۰۱۸ روسیه شد. در فینال، در پیروزی ۴–۲ مقابل کرواسی، پس از ۵۵ دقیقه، به عنوان بازیکن تعویضی جانشین انگولو کانته در ترکیب شد.

## سبک بازی
انزونزی در نقش دفاعی در هافبک مرکزی بازی می‌کند و به خاطر خونسردی در هنگام مالکیت توپ و داشتن توانایی پاس خوب مشهور است. او از نظر سبک و توانایی بدنی با هموطن خود پاتریک ویرا مقایسه شده است. او همچنین می‌تواند مسافت زیادی را در طول مسابقه طی کند.

## زندگی شخصی
در سپتامبر ۲۰۱۳، انزونزی پس از تصادف با یک دوچرخه‌سوار در شهر هیل، منچستر بزرگ توسط پلیس احضار شد. در اکتبر ۲۰۱۵، ان‌زونزی پس از ادعای تعرض به همسرش، دستور محاکمه را صادر کرد. او در دسامبر ۲۰۱۵ از اتهاماتش تبرئه شد.

## آمار و ارقام

### آمار باشگاهی
تا تاریخ ۲۱ اوت ۲۰۲۴
| باشگاه             | فصل                | لیگ                | لیگ  | لیگ | جام حذفی | جام حذفی | جام اتحادیه | جام اتحادیه | قاره‌ای | قاره‌ای | سایر | سایر | مجموع | مجموع |
| باشگاه             | فصل                | دسته               | بازی | گل  | بازی     | گل       | بازی        | گل          | بازی   | گل     | بازی | گل   | بازی  | گل    |
| ------------------ | ------------------ | ------------------ | ---- | --- | -------- | -------- | ----------- | ----------- | ------ | ------ | ---- | ---- | ----- | ----- |
| آمیان              | ۰۸–۲۰۰۷            | لیگ ۲              | ۳    | ۰   | ۲        | ۰        | ۰           | ۰           | —      | —      | —    | —    | ۵     | ۰     |
| آمیان              | ۰۹–۲۰۰۸            | لیگ ۲              | ۳۴   | ۱   | ۱        | ۰        | ۱           | ۰           | —      | —      | —    | —    | ۳۶    | ۱     |
| مجموع آمیان        | مجموع آمیان        | مجموع آمیان        | ۳۷   | ۱   | ۳        | ۰        | ۱           | ۰           | —      | —      | —    | —    | ۴۱    | ۱     |
| بلکبرن روورز       | ۱۰–۲۰۰۹            | لیگ برتر           | ۳۳   | ۲   | ۰        | ۰        | ۵           | ۰           | —      | —      | —    | —    | ۳۸    | ۲     |
| بلکبرن روورز       | ۱۱–۲۰۱۰            | لیگ برتر           | ۲۱   | ۱   | ۱        | ۰        | ۲           | ۰           | —      | —      | —    | —    | ۲۴    | ۱     |
| بلکبرن روورز       | ۱۲–۲۰۱۱            | لیگ برتر           | ۳۲   | ۲   | ۱        | ۰        | ۱           | ۰           | —      | —      | —    | —    | ۳۴    | ۲     |
| مجموع بلکبرن روورز | مجموع بلکبرن روورز | مجموع بلکبرن روورز | ۸۶   | ۵   | ۲        | ۰        | ۸           | ۰           | —      | —      | —    | —    | ۹۶    | ۵     |
| استوک سیتی         | ۱۳–۲۰۱۲            | لیگ برتر           | ۳۵   | ۱   | ۳        | ۰        | ۰           | ۰           | —      | —      | —    | —    | ۳۸    | ۱     |
| استوک سیتی         | ۱۴–۲۰۱۳            | لیگ برتر           | ۳۶   | ۲   | ۲        | ۰        | ۲           | ۰           | —      | —      | —    | —    | ۴۰    | ۲     |
| استوک سیتی         | ۱۵–۲۰۱۴            | لیگ برتر           | ۳۸   | ۳   | ۲        | ۰        | ۲           | ۱           | —      | —      | —    | —    | ۴۲    | ۴     |
| مجموع استوک سیتی   | مجموع استوک سیتی   | مجموع استوک سیتی   | ۱۰۹  | ۶   | ۷        | ۰        | ۴           | ۱           | —      | —      | —    | —    | ۱۲۰   | ۷     |
| سویا               | ۱۶–۲۰۱۵            | لا لیگا            | ۲۸   | ۳   | ۶        | ۱        | —           | —           | ۱۲     | ۰      | ۰    | ۰    | ۴۶    | ۴     |
| سویا               | ۱۷–۲۰۱۶            | لا لیگا            | ۳۵   | ۲   | ۱        | ۰        | —           | —           | ۸      | ۱      | ۲    | ۰    | ۴۶    | ۳     |
| سویا               | ۱۸–۲۰۱۷            | لا لیگا            | ۲۷   | ۱   | ۷        | ۰        | —           | —           | ۱۰     | ۰      | —    | —    | ۴۴    | ۱     |
| مجموع سویا         | مجموع سویا         | مجموع سویا         | ۹۰   | ۶   | ۱۴       | ۱        | —           | —           | ۳۰     | ۱      | ۲    | ۰    | ۱۳۶   | ۸     |
| آ.اس. رم           | ۱۹–۲۰۱۸            | سری آ              | ۳۰   | ۱   | ۱        | ۰        | —           | —           | ۸      | ۰      | —    | —    | ۳۹    | ۱     |
| گالاتاسرای (قرضی)  | ۲۰–۲۰۱۹            | سوپر لیگ           | ۱۰   | ۰   | ۰        | ۰        | —           | —           | ۵      | ۰      | —    | —    | ۱۵    | ۰     |
| رن (قرضی)          | ۲۰–۲۰۱۹            | لیگ ۱              | ۵    | ۰   | ۲        | ۰        | ۰           | ۰           | ۰      | ۰      | —    | —    | ۷     | ۰     |
| رن (قرضی)          | ۲۱–۲۰۲۰            | لیگ ۱              | ۳۴   | ۱   | ۰        | ۰        | —           | —           | ۵      | ۰      | —    | —    | ۳۹    | ۱     |
| مجموع رن           | مجموع رن           | مجموع رن           | ۳۹   | ۱   | ۲        | ۰        | ۰           | ۰           | ۵      | ۰      | —    | —    | ۴۶    | ۱     |
| الریان             | ۲۲–۲۰۲۱            | لیگ ستارگان قطر    | ۱۷   | ۱   | ۳        | ۱        | ۰           | ۰           | ۰      | ۰      | —    | —    | ۲۰    | ۲     |
| الریان             | ۲۳–۲۰۲۲            | لیگ ستارگان قطر    | ۲۲   | ۱   | ۳        | ۰        | ۰           | ۰           | ۷      | ۳      | —    | —    | ۳۲    | ۴     |
| مجموع الریان       | مجموع الریان       | مجموع الریان       | ۳۹   | ۲   | ۶        | ۱        | ۰           | ۰           | ۷      | ۳      | —    | —    | ۵۲    | ۶     |
| قونیه‌اسپور         | ۲۴–۲۰۲۳            | سوپر لیگ           | ۳۳   | ۴   | ۰        | ۰        | —           | —           | ۰      | ۰      | —    | —    | ۳۳    | ۴     |
| سپاهان             | ۲۵–۲۰۲۴            | لیگ خلیج فارس      | ۱۷   | ۳   | ۰        | ۰        | —           | —           | ۰      | ۰      | —    | —    | ۰     | ۰     |
| مجموع آمار         | مجموع آمار         | مجموع آمار         | ۴۹۰  | ۲۹  | ۳۵       | ۲        | ۱۳          | ۱           | ۵۵     | ۵      | ۲    | ۰    | ۵۷۸   | ۳۳    |

### آمار ملی
تا تاریخ ۱۷ نوامبر ۲۰۲۰
| تیم ملی      | سال          | بازی | گل |
| ------------ | ------------ | ---- | -- |
| فرانسه       | ۲۰۱۷         | ۲    | ۰  |
| فرانسه       | ۲۰۱۸         | ۱۲   | ۰  |
| فرانسه       | ۲۰۲۰         | ۶    | ۰  |
| مجموع فرانسه | مجموع فرانسه | ۲۰   | ۰  |

## افتخارات

### باشگاهی

#### سویا
- لیگ اروپا (۱): ۱۶–۲۰۱۵[۷۶]
- سوپرجام اروپا؛ نایب‌قهرمان (۱): ۲۰۱۶
- کوپا دل ری؛ نایب‌قهرمان (۱): ۱۸–۲۰۱۷

#### سپاهان
- سوپر جام ایران (۱): ۱۴۰۳[۷۷]

### ملی

#### فرانسه
- جام جهانی (۱): ۲۰۱۸[۷۸]
- لیگ ملت‌های اروپا (۱): ۲۱–۲۰۲۰

### فردی
- بهترین بازیکن سال بلکبرن روورز (۱): ۱۰–۲۰۰۹[۷۹]
- بهترین بازیکن سال استوک سیتی (۱): ۱۵–۲۰۱۴[۸۰]
- تیم منتخب فصل لیگ اروپا (۱): ۱۶–۲۰۱۵[۸۱]
- بهترین بازیکن ماه لا لیگا (۱): ژانویهٔ ۲۰۱۷[۸۲]

### نشان‌ها
- لژیون دونور: ۲۰۱۸[۸۳]